# 阿波狸合戦

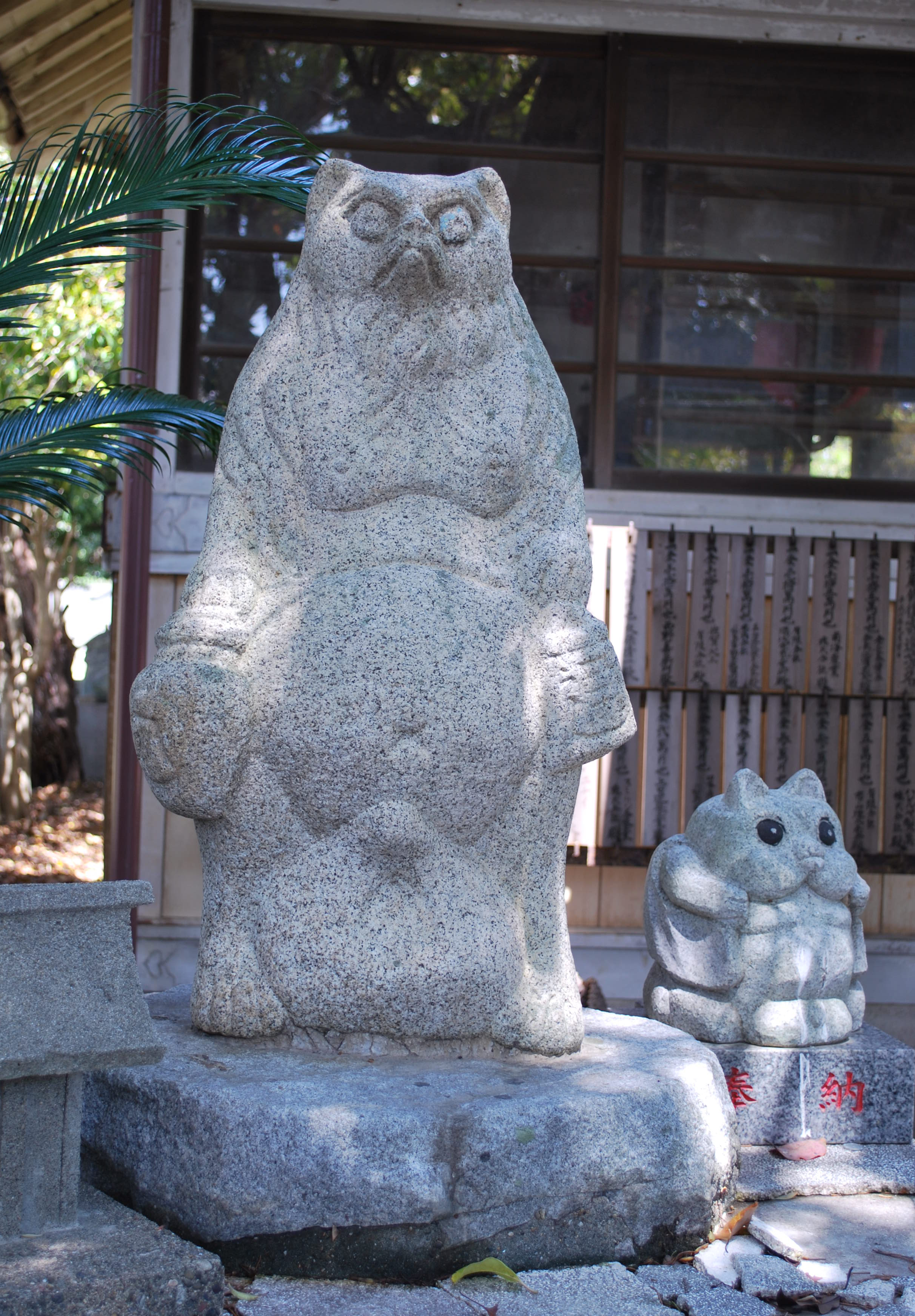
金長の像（金長神社）

阿波狸合戦（あわたぬきがっせん）は、江戸時代末期に阿波国（後の徳島県）で起きたというタヌキたちの大戦争の伝説。阿波の狸合戦（あわのたぬきがっせん）、金長狸合戦（きんちょうたぬきがっせん）ともいう。
四国に数あるタヌキの話の中でも特によく知られており、徳島のタヌキの話の中でも最も名高いものともいわれる。物語の成立時期は江戸末期と見られており、文献としての記録は江戸後期に出た写本の三種『近頃古狸珍説』『古狸金長義勇珍説』『金長一生記』だが、詳しい年代はわからない。講談速記本として世に流通したのは1910年（明治43年）に刊行された『四国奇談実説古狸合戦』『津田浦大決戦』『日開野弔合戦』の三冊とされる。明治時代から戦中にかけては講談で、昭和初期には映画化されて人気を博しており、平成期以降には徳島県のまちづくりの題材となって、徳島県民に親しまれている。

## 伝説
後述する金長神社の社伝や、徳島県出身の考古学者・笠井新也の著書『阿波の狸の話』から伝説を要約すると、以下のようになる。
天保年間（1830年から1844年まで）、小松島の日開野（後の小松島市神田瀬町）での話。大和屋（やまとや）という染物屋を営む茂右衛門（もえもん）という者が、人々に虐められそうなタヌキを助けた。間もなく、大和屋の商売がどんどん繁盛し出した。やがて、店に務める万吉という者にタヌキが憑き、素性を語り始めた。それによればタヌキは「金長（きんちょう）」といい、206歳になる付近の頭株だという。万吉に憑いた金長は、店を訪れる人々の病気を治したり易を見たりと大活躍し、大評判となった。
しばらく後、まだタヌキとしての位を持たない金長は、津田（後の名東郡斎津村津田浦、現・徳島市津田町）にいるタヌキの総大将「六右衛門（ろくえもん）」のもとに修行に出た。金長は修行で抜群の成績を収め、念願の正一位を得る寸前まで至った。六右衛門は金長を手放すことを惜しみ、娘の婿養子として手元に留めようとした。しかし金長は茂右衛門への義理に加え、残虐な性格の六右衛門を嫌ってこれを拒んだ。
これを不服とした六右衛門は、金長がいずれ自分の敵になると考え、家来とともに金長に夜襲を加えた。金長は、ともに日開野から来ていたタヌキ「藤ノ木寺の鷹」とともに応戦した。しかし鷹は戦死し、どうにか金長のみが日開野へ逃れた。
金長は鷹の仇討ちのため同志を募り、六右衛門たちとの戦いが繰り広げられた。この戦いは金長軍が勝り、六右衛門は金長に食い殺された。しかし金長も戦いで傷を負い、まもなく命を落とした。
茂右衛門は正一位を得る前に命を落とした金長を憐み、自ら京都の吉田神祇管領所へ出向き、正一位を授かって来たという。
この戦いの頃、六右衛門へ攻め込む金長軍が鎮守の森に勢揃いすると、人々の間で噂されていた。人々が日暮れに森へ見物に押しかけたところ、夜ふけになると何かがひしめき合う音が響き、翌朝には無数のタヌキの足跡が残されており、合戦の風説も決して虚言ではないと話し合った。

## 異説
この伝説を紹介している書籍には、媒体によっていくつかのバリエーションがある。これは本来の地元の口承が後述する講談の影響を受けて変化したのではないか、とも見られている。
- 六右衛門の娘の名は「小安姫（こやすひめ）」。彼女は金長に恋焦がれており、金長を攻めようとした六右衛門側を批難し、ついには自刃することで父を咎めようとした。だが、小安姫の死によって却って六右衛門の憎悪が増長した。また、金長も、自分を愛してくれた小安の死を知り、打倒六右衛門の決意を固めた[13]。

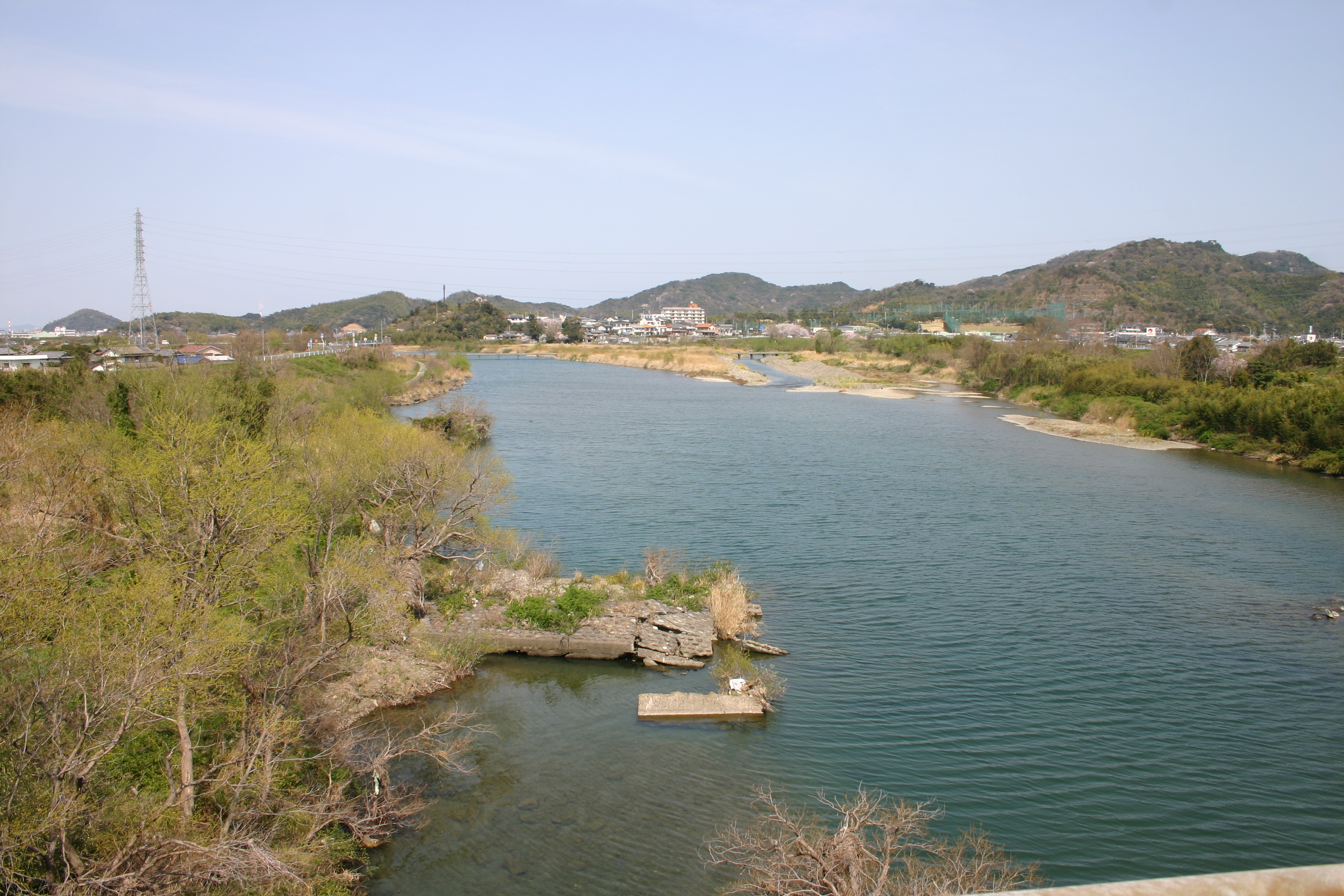
勝浦川

- 合戦の舞台である勝浦川を挟み、金長軍総勢600匹余り、六右衛門軍総勢600匹余りが対峙し、死闘は3日3晩に及んだ[13]。

- 淡路島の化け狸である芝右衛門狸も、合戦に参戦しに阿波に向かった[14]。（津田に向かう途中、二軒屋の観音寺にて武士の姿に扮して芝居を見ていたが犬に噛み殺され死体は三日間武士の姿のままだったという。このエピソードは浪速の中座での出来事が転用されたとみて良いと思われる。）

- 金長は合戦で致命傷を負ったものの、必死に日開野へ帰り、恩義ある茂右衛門に礼を述べ、力尽きた。その生き様に心を打たれた茂右衛門は、金長を大明神として祀った[15]。

- 瀕死の金長は、霊となって万吉に憑き、死後も霊として永遠に茂右衛門の家の神として報恩を誓った。これに心を打たれた茂右衛門は、金長を大明神として祀った[16][17][18]。

- 金長と六右衛門の戦死後、2代目の金長と六右衛門の息子との間で弔い合戦があったが、讃岐屋島（後の香川県高松市屋島）の化け狸である太三郎狸（屋島の禿狸）が仲裁に入り、合戦は終結を迎えた[14]。

## 由来
天保年間には、大和屋に助けられたタヌキが恩返しをしたという動物報恩譚があったため、これを由来とする説がある。その後のある年、勝浦川の河川敷に多数のタヌキの死体があった事実が加わり、それらを講談のように仕立て、金長と六右衛門の二大勢力の激突の話が誕生したという説もある。
一方では、この合戦における争い、悲恋、葛藤などは人間社会でも珍しくなかったため、阿波狸合戦の実態は、人間社会での出来事をタヌキに置き換えたものとも考えられている。
徳島の修験道の霊山では別派同士の争いがあったこと、伝説を綴った古書『古狸金長義勇珍説席』で投石の場面があり、投石は中世以来の戦闘手段であったことから、太竜寺山と剣山との間で生じた修験道の争いがタヌキの伝説に仕立て上げられたのではないか、という説もある。この説においては、太龍寺の修験者が金長、剣山の修験者が六右衛門のモデルになったと考えられ、太竜寺山から北上しようとする勢力と剣山から南下しようとする勢力が衝突し、流派や拠点の異なる者同士の紛争に繋がった可能性が示唆されている。
また、徳島県では藍染めが盛んであり、その工程で砂を用いる。そして津田浦で採れる砂は藍染めに最適であった。よって、勝浦川の両岸地域で砂を巡る争いが起き、これが狸合戦の題材になったという説がある。さらに、津田地区と小松島の間の漁業権の争いがモデルになったとの説もある。六右衛門の史跡のある津田寺（後述）の住職である浅川泰敬も、この漁業権の争いを由来とする説を支持している。これらのように人間をモデルとする説が事実なら、どこか憎めないタヌキたちの姿は、実は愚かな人間たちの振る舞いの投影ということになる。
なおタヌキの話の真偽はともかく、茂右衛門は実在の人物であり、後述の映画『阿波狸合戦』も、講談本とともに茂右衛門の直系の子孫の家の口承をもとに制作されている。また万吉にタヌキが憑いた事件は、狸合戦とは別に実際に起きた事実であり、後の講談師がこの万吉の事件と狸合戦を結び付け、「阿波狸合戦」を創作したとする説もある。

## 関連する伝承
徳島県下の伝承によれば、阿波藩の時代、時の太鼓（時刻を知らせるための太鼓）が打ち鳴らされていたが、市内の富田大道では四つ時、寺町では六つ時だけ、太鼓が打たれなかった。これは、富田大道の金毘羅神社の末社に金長の2代目が「お四つさん」として祀られ、寺町の妙長寺に狸合戦に関係したメスのタヌキが「お六さん」として祀られており、それらと同じ名に相当する時刻に太鼓を打つと祟りがあるのだという。別説では、寺町には六右衛門の2代目が祀られたためともいう。

## 史跡

### 金長神社
1939年（昭和14年）5月、後述する映画『阿波狸合戦』の大ヒットの礼の意を込めて、日峰山の山中に金長神社（後の金長神社本宮）が建立された。1946年（昭和21年）には神社での「金長例大祭」が始まり、1955年（昭和30年）には、金長を称えて毎年まつりを実行する組織として「金長奉賛会」が結成されている。

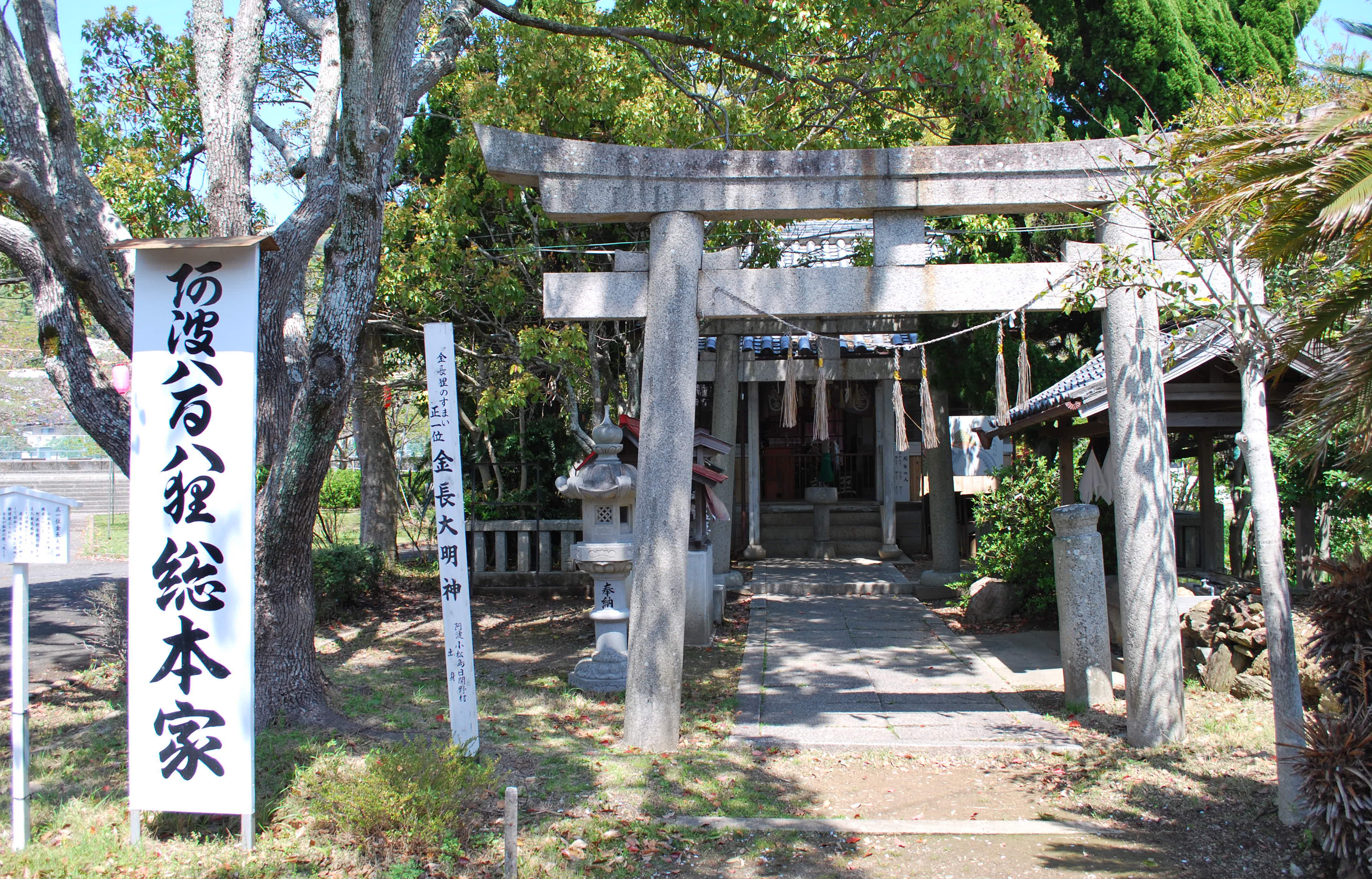
金長神社

1956年（昭和31年）、小松島市は報恩感謝の念に厚い金長の徳を称えるとともに、金長を観光資源にするため、それまで茂右衛門の末裔である梅山家の庭に屋敷神として祭られていた金長大明神を市内の中田町に移設するよう勧請し、翌1957年（昭和32年）に金長神社が建立された。映画『阿波狸合戦』制作時の新興キネマ京都撮影所長、建立当時に大映社長に就任していた永田雅一は金長を、倒産寸前であった新興キネマを救った救世主として、当時としては破格の百万円を寄付し、神社建設の資金はほとんどがこの寄付金で賄われた。境内の玉垣には永田のほか、羅門光三郎、長谷川一夫、京マチ子といった人気役者の名が彫り込まれた。
金長大明神は恩義ある茂右衛門に尽くした金長の徳の高さから「報徳狸」の名で崇められており、招福・開運守護の神としても知られ、商売繁盛にご利益があるともいわれる。徳島に数あるタヌキの祠の中でも代表的なものの一つであり、地元の人々は一般の祭神とは異なる距離感で金長と接し、親しみを込めて「金長さん」と呼んでいる。後述するアニメ映画『平成狸合戦ぽんぽこ』にも登場している。伝説上で金長が大和屋を守護していた関係で、神社建立以来、大和屋の子孫が宮司を務めており、2014年（平成26年）時点の宮司は茂右衛門から数えて6代目にあたる。
金長大明神は、山の中にある本宮に比べて足を運びやすい場所にあるため、徳島ばかりか関西方面からも参拝者が訪れており、平成以降においても参拝者が後を絶たない。一方で日峰山中の金長神社本宮は山の中ということもあり、平成期においては知名度は低い。小松島に金長神社が2つあるという事実もあまり知られていない。
2017年（平成29年）には、小松島市の都市整備に伴い金長大明神が取り壊しの危機に遭っていることから、同神社を守りたい有志により「金長神社を守る会」が結成され、ブログやTwitterなどでの活動において、金長の子分のタヌキである「小鷹」「熊鷹」の名義が用いられている。

### そのほかの史跡
六右衛門側に関する事物としては、徳島市津田西町にある津田寺の墓地に、六右衛門側が砦としていたといわれる穴観音という洞窟がある。六右衛門は六右衛門大明神として祠に祀られており、祠を拝む人、掃除をする人も多い。六右衛門の息子の「千住太郎」、娘の「鹿の子」の祠もあり、親子ともども神として祀られている。
この津田寺には、かつて権右衛門（ごんえもん）というタヌキが住みついており、合戦時に六右衛門側の大将として戦死したといわれ、現在では同寺の祠に石像が祀られている。
金長と大鷹が六右衛門の追手と戦い大鷹が討ち死にしたとされる、大原町千代が丸にある「阿波狸古戦場跡」は大鷹大明神と萬狸大明神の祠がある。
合戦の主戦場とされる勝浦川北側の新浜本町2丁目付近には「阿波狸合戦古戦場」の跡と高坊主大明神の祠があり、激戦の末にタヌキの屍が川床を埋めた場所とされている。

## 関連作品

### 講談
明治時代後期、当時の大阪で活躍していた講談師である神田伯龍がこの伝説を講談として舞台で披露したことで、この伝説は都会の芸能として全国的に広く知られるようになった。この講談は速記者・丸山平次郎の速記により講談本となり、1910年（明治43年)、『実説古狸合戦』『古狸奇談津田浦大決戦』『古狸奇談日開野弔い合戦』の全3巻で刊行された。同時期でタヌキを扱った講談としてはほかに、伊予国松山（後の愛媛県松山市）の化け狸である隠神刑部を描いた『松山狸問答』がある。こちらは人間が主人公であり、『実説古狸合戦』ほかの講談はタヌキを主人公として扱ったことが特徴的である。
伯竜による講談は、大筋は口承と大差ないが、一つ一つの行為を丁寧に描写し、ときには台詞を加えることにより戦闘場面の臨場感を盛り上げ、さらにタヌキを滑稽な動物としてではなく、人間と同様の心を持つ軍人として描いているという特徴がある。伝説上にない場面も多々あり、これらは創作と見られている。一例として講談本では、金長と六右衛門の2代目同士の戦いの場面があるが、タヌキとしてはあまりに綿密な作戦による戦いの様子が描かれている上、講談以前の関連書籍にそうした記述が存在しないため、それらは軍記物を得意とする講談師による創作と考えられている。伯竜自身も、講談本の中に原典とは変わってしまっている部分もあると説明している。
講談が人気を博していた要因は、時期が折しも日清戦争の時期であり、戦争の時代の社会において軍談、武勇伝、敵仇ちといった戦う男たちの物語が好まれたことや、タヌキたちが人間同様にときには仲間同士で助け合い、ときには名誉の戦死を遂げるといった物語が、講談を楽しむ人々にとって身近な存在に見えたことだと考えられている。また、民話において各土地を統括する親分級のタヌキは、神として祠に祀られたり多くの逸話に登場したりと、人々にとって身近な存在であり、特に金長や六右衛門は地域住民にとってのヒーローといえたため、土地の人々が仲間内でこうしたタヌキを語ることを通し、同じ知識を共有する仲間、同じ土地の人間としての絆が強まったとの見方ともある。
それから80年以上後の1996年（平成8年）、この明治の講談をリニューアルした『立体講談・阿波狸合戦』が小松島で上演された。さらに1998年（平成10年）、この立体講談を市民に語ってもらい、小松島の文化を継承していくため語り部の養成を小松市が企画。東京から講談師や講談脚本家を招き、語り部塾が市によって開講され、1999年の発表会を開催では大盛況を博した。 翌1999年（平成11年）に塾が終了した後、同年、塾生たち20人により「小松島語り部協会・御伽衆」が結成され、市内外の敬老会や福祉施設で講談や園芸を披露し、聴衆の笑いや涙を誘った。しかし後には高齢化などの事情になり、講談師は結成時の代表者1人だけの状態となっている（2008年〈平成20年〉時点）。

### 映画
講談の人気は明治37年ころを境にして失われ、タヌキの物語は、新たな娯楽である映画において別の形の展開を見せた。
1939年（昭和14年）映画『阿波狸合戦』が上映。制作は新興キネマで、当時倒産寸前だった同社は、この映画の大ヒットで倒産の危機を乗り越えた。また、それまで『阿波の狸合戦』『阿州狸合戦』などとも呼ばれていたこの伝説が『阿波狸合戦』の名でほぼ統一されたのは、この映画のタイトルが決定的だったとも見られている。1940年（昭和15年）には、新興キネマにより『続阿波狸合戦』が制作され、またも大ヒットとなった。その後も昭和20年代から30年代にかけ、タヌキをテーマとした映画が数多く作られ、人気を博した。
1994年（平成6年）、狸合戦をモチーフの一部とした アニメーション映画『平成狸合戦ぽんぽこ』が上映。四国の長老狸として「六代目金長」「太三郎禿狸」「隠神刑部」が活躍する中、金長が中心的役割を果たし、前述の金長神社も劇中に登場した。
2011年（平成23年）には徳島文理大学の人間生活学部メディアデザイン学科によりアニメ作品が製作された。同大学名誉教授でもある画家の飯原一夫に提案によるもので、地域活性化事業の一環として、同年12月に上映会が開催され、翌2012年（平成24年）に徳島市立徳島城博物館で開催された飯原の絵画展でも上映された。
- 阿波狸合戦 (映画)（1939年 新興キネマ 監督寿々喜多呂九平 主演羅門光三郎）
- 続阿波狸合戦（1940年 新興キネマ 監督寿々喜多呂九平 主演大谷日出夫 1939年公開「阿波狸合戦」続編）
- 阿波狸屋敷（1952年 大映 監督佐伯幸三 主演堀雄二）
- 阿波おどり狸合戦（1954年 大映 監督加戸敏 主演黒川弥太郎 1939年公開「阿波狸合戦」リメイク版）
- 阿波狸変化騒動（1958年 新東宝 監督毛利正樹 主演明智十三郎）
- 平成狸合戦ぽんぽこ（1994年 ジブリ作品） - キャラクターなどを引用しているが、舞台は東京都郊外部の多摩ニュータウン。

### その他
新たな伝達媒体として、2015年（平成27年）には電子書籍の公開が開始された。製作は徳島文理大学の学生たち、画と文章は前述の飯原一夫による。徳島市電子図書館のウェブサイトで公開されており、ユーザー登録や利用パスワードなどを必要とせずに閲覧可能である。

## 徳島県内のまちづくり

### 小松島市

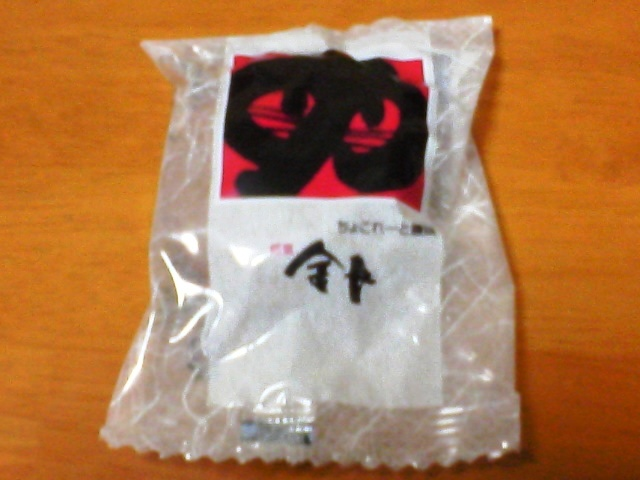
金長まんじゅう

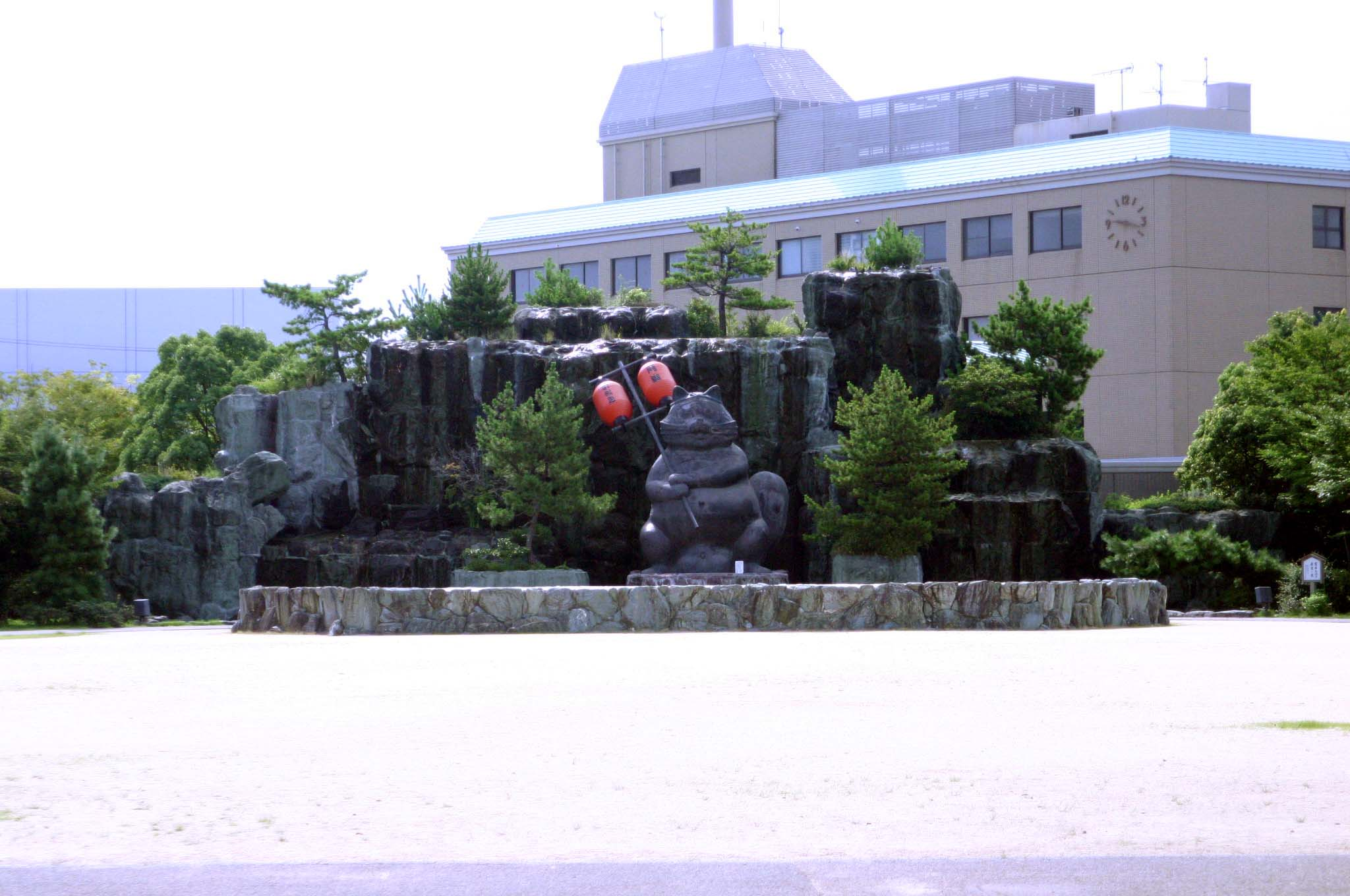
小松島ステーションパーク

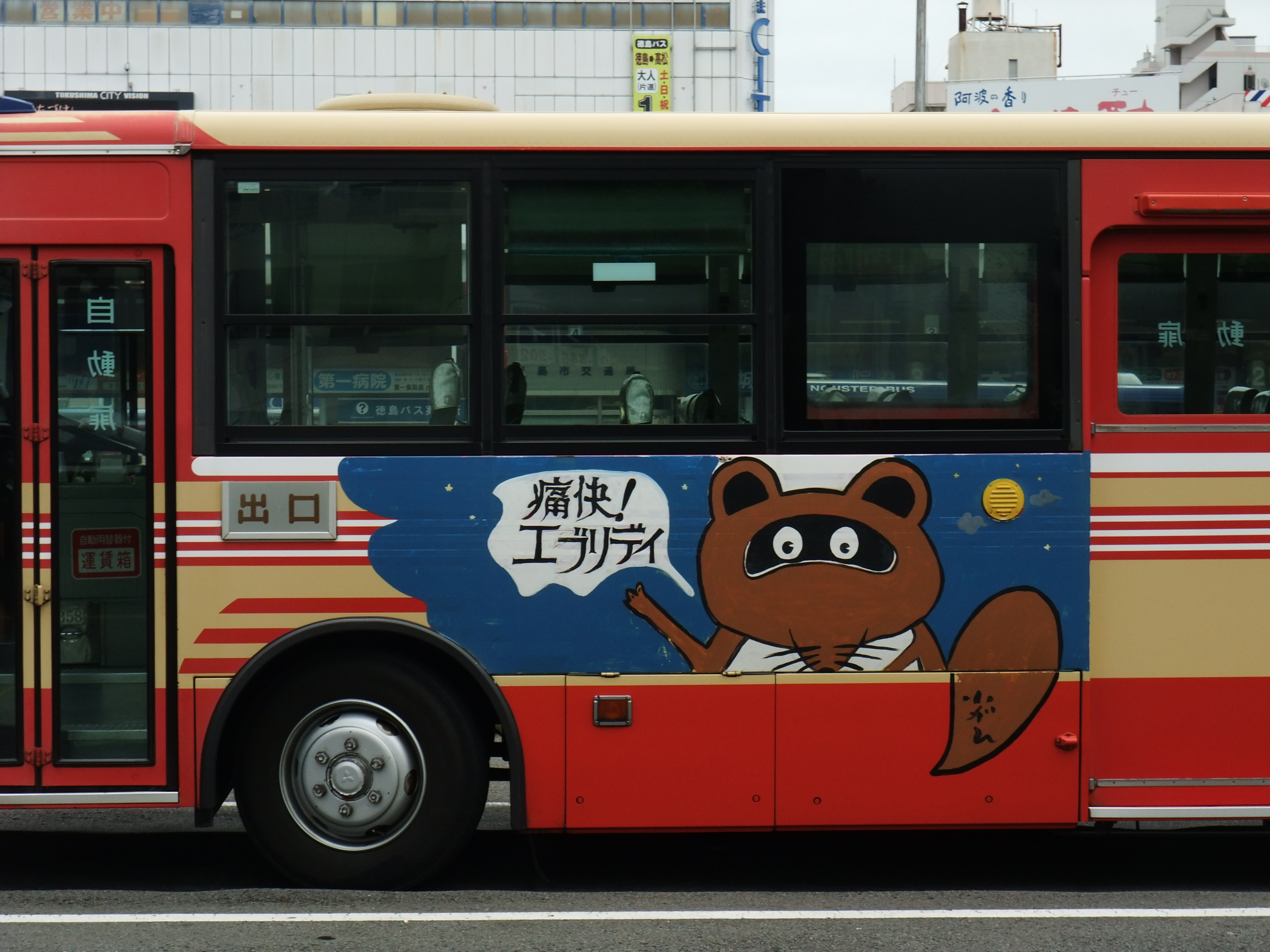
小松島市運輸部の路線バス

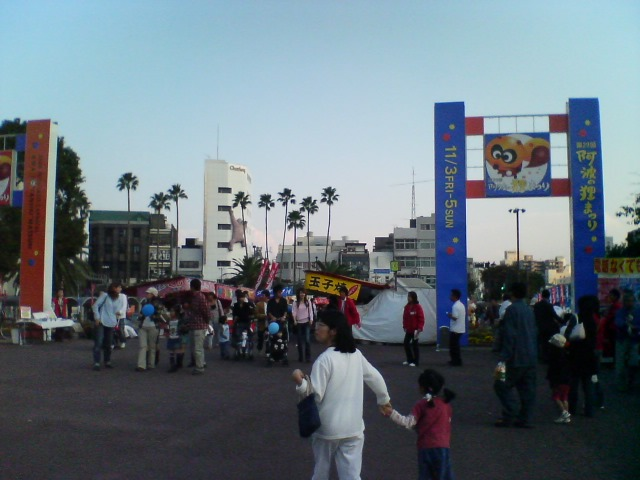
阿波の狸まつり

小松島市では狸合戦の史跡を始めとするタヌキ関連の事物をまちづくりに生かす取り組みが盛んであり、タヌキが町のシンボルとなって、町の随所にそのモニュメントやウォールアートが見られる。
金長をモチーフとした菓子「金長まんじゅう」（ハレルヤ製菓）は、小松島市の代表的な土産菓子である。「小松島といえば金長狸」との発想で作られた菓子で、映画『阿波狸合戦』公開時は、映画の大ヒットの波に乗って大人気商品となった。
1985年（昭和60年）の旧国鉄・小松島線の廃止を機に、小松島では民話をテーマとした地域の活性化の話題が持ち上がった。小松島線は、港湾都市として発展してきた小松島にとっては本線（牟岐線・中田駅）と港を結ぶ鉄道であり、これが失われると市の経済は大打撃を食らってしまう。大打撃を食い止めるために、地域活性化がより盛んになり、市内にタヌキにまつわる事物が増えてゆくこととなった。
いち早く着手したのが、市内の金長だぬき郵便局である。同局は旧名称の「小松島新港郵便局」から1989年（平成元年）に改名し、動物の名前が付いた全国初の局名として全国的な話題となった。当時の局長が、かつて映画『阿波狸合戦』を見て思い入れを抱いたこともあり、当時の地域の埋もれた素材だったタヌキに光を当てるため、金長をモチーフにした絵はがき作りなどの活動を続け、やがて局舎の改装に合せて局名の改名を発案。特定郵便局長会や小松島商工会議所などの応援を得ながら、四国郵政局（後の日本郵便株式会社四国支社、愛媛県松山市）に局名変更を申請した末、金長を売り込んできた長年の努力や地道な活動が認められ、局名変更が認可された。動物の名前の郵便局の例がまったくないことから、認可にあたって郵政省ではかなり議論があったという。開局に合せてタヌキを描いた葉書や切手、スタンプなどを製作したところ、全国の郵趣家たちから申し込みが殺到するに至った。市内にはタヌキの像の飾られた郵便ポストも見られる。
1991年（平成3年）には小松島市内の若者たちにより、金長狸をイメージした太鼓「金長太鼓」が結成された。陽気で明るく愉快な演奏であり、これまでの和太鼓のイメージを打ち破るとの声もある。
1993年（平成5年）には、小松島ステーションパークに世界最大の金長の銅像が完成した、高さ5メートル、胴回り5メートル、重さが5トンあり、小松島市のシンボルでもある。観光客からも人気がある。タヌキの置物としては信楽焼が有名であり、信楽（滋賀県甲賀市）には全高8メートルのタヌキの置物がある。だが銅像としてはこの小松島ステーションパークの銅像が世界一である。このステーションパークには、合戦に登場するタヌキも石像として並んでいる
『平成狸合戦ぽんぽこ』が公開された1994年にはウォールアート事業の一環として、小松島市運輸部ので市営バスの車体がタヌキのデザインで飾られた。大好評を受けてさらに2台のバスが作られ、その後も5台まで作られ、市内を運行している。
5月の連休には金長神社を中心に「金長まつり」が開かれ、タヌキ神輿のパレード、金長太鼓の披露などの催しが行われている。毎年11月に開催される「阿波の狸まつり」は、20数万人の客を集める一大イベントであり、タヌキを倶楽部マスコットに掲げるプロサッカーチームの徳島ヴォルティスも、ブースを出店して会場盛り上げに一役買っている。
2012年（平成24年）には、金長をモチーフとしたゆるキャラ「こまポン」が登場した。名称は小松島市内の小学校6年生から募集した中から選ばれた。源義経をイメージした武具を着たタヌキの姿で、刀の代りに小松島市特産の竹ちくわを手にし、Facebookを通じての小松島市の観光情報発信など、小松島市観光PRマスコットキャラクターとして活躍している。同2012年にはこまポンにちなみ、竹ちくわを食材とした料理「こまポン焼き」も、市の市街地活性化検討会により開発されている。

### 徳島市津田地区
徳島市津田地区では、金長と敵対した六右衛門がシンボルとされている。伝説上では恩返しをするなど義理堅いとされる金長に対し、六右衛門は映画『阿波狸合戦』の影響もあって悪役に仕立て上げられており、このことに不満を抱く津田地区民も少なくない。また金長側の小松島市でも、かつては六右衛門を悪いタヌキとするイメージが強かったものの、戦後の平和な時代には人々の考えが変化したこともあり、金長の師匠として六右衛門を評価する声もある。
前述の金長まんじゅうに対し、津田西町の和菓子屋である吉本湖月堂では「六右ヱ門饅頭」が発売されており、同店の看板商品となっている。伝説上で敵対関係となった金長と六右衛門とは異なり、六右ヱ門饅頭の発案者である吉本湖月堂創業者・吉本利明（ - 1982年）と金長まんじゅうの発案者であるハレルヤ製菓の創業者・岡武男（ - 1996年）は、同業者として旧知の仲である。岡は金長まんじゅうの売り出しに際し、当時すでに六右ヱ門饅頭を売り出していた吉本のもとを訪ね、意見交換を行なっていたという。
1995年（平成7年）より津田地区社会福祉協議会考案によるまちおこしイベント「六右衛門まつり」が開催されており、出店、子供太鼓、阿波踊り、県指定無形民俗文化財「津田の盆踊り」などで好評を博している。
2014年（平成26年）に開催された第20回六右衛門まつりでは、小松島商工会議所の協力のもとに「六右衛門狸・金長狸の交流宣言」が表明され、六右衛門の着ぐるみが登場、前述のこまポンと握手をかわし、江戸時代から対立していたタヌキ同士が170年ぶりに和解を果たしたと報じられた。